# Lonely at the Top: The Best of Randy Newman
Albums de Randy Newman
Trouble in Paradise
(1983) Land of Dreams
(1988)
Lonely at the Top: The Best of Randy Newman (1987) est une compilation de chansons de l'auteur-compositeur-interprète américain de rock Randy Newman.
L'album donne une sélection de chansons de la première partie de sa carrière. Il donne libre cours à son esprit caustique, comme dans God's Song:
I burn down your cities-how blind you must be
I take from you your children and you say how blessed are we
You all must be crazy to put your faith in me
That's why I love mankind
You really need me
That's why I love mankind.

## Titres de l’album
1. Love Story (You and Me) - 3:22
2. Livin' Without You - 2:23
3. I Think It's Going to Rain Today - 2:58
4. Mama Told Me (Not to Come) - 2:13
5. Old Kentucky Home - 2:38
6. Sail Away Newman - 2:52
7. Simon Smith and the Amazing Dancing Bear - 2:05
8. Political Science - 2:00
9. God's Song (That's Why I Love Mankind) - 3:39
10. Rednecks - 3:10
11. Birmingham - 2:47
12. Marie Newman - 3:08
13. Louisiana 1927 - 2:56
14. Baltimore - 4:04
15. Jolly Coppers on Parade - 3:47
16. Rider in the Rain - 3:54
17. In Germany Before the War - 3:39
18. Short People - 2:55
19. Christmas in Cape Town - 4:24
20. My Life Is Good - 4:40
21. I Love L.A. - 3:30
22. Lonely at the Top (live) - 2:29

Toutes les compositions sont de Randy Newman. 